# Balclutha fumigatus
Balclutha fumigatus är en insektsart som beskrevs av Naudé 1926. Balclutha fumigatus ingår i släktet Balclutha och familjen dvärgstritar. Inga underarter finns listade i Catalogue of Life.